# Melampsora medusae-populina
Melampsora medusae-populina är en svampart som beskrevs av Spiers 1994. Melampsora medusae-populina ingår i släktet Melampsora och familjen Melampsoraceae.   Inga underarter finns listade i Catalogue of Life.